# Ойген Ліндау
Ойген Ліндау (нім. Eugen Lindau; 3 травня 1883, Магдебург — 10 травня 1960, Гамбург) — німецький військово-морський діяч, адмірал крігсмаріне (1 березня 1942).

## Біографія
1 квітня 1903 року вступив на флот кадетом. Пройшов підготовку на навчальному кораблі «Штайн» і у військово-морському училищі. 28 вересня 1906 року отримав звання лейтенанта. З 1 жовтня 1905 року служив на лінійному кораблі «Ельзас». 1 жовтня 1908 року переведений в міноносний флот, в 1912-15 роках командував міноносцем S-142. Учасник Першої світової війни, командував міноносцем V-100 (17 червня 1915 — 28 листопада 1918).
З 29 листопада 1918 року — ад'ютант торпедної інспекції. 29 грудня 1918 року став командиром роти 1-го гвардійського резервного полку, з 29 липня 1919 року — командир батальйону 2-ї морської бригади. Брав участь у вуличних боях з комуністами. Потім служив в частинах берегової оборони. З 25 травня 1921 по 10 листопада 1922 року — 1-й офіцер крейсера «Аркона», в 1923-26 роках — референт управління особового складу Морського керівництва. З 6 листопада 1929 року — командир легкого крейсера «Карлсруе». 28 вересня 1931 року призначений командувачем в Свінемюнде. 2 жовтня 1933 очолив Морське управління в Гамбурзі, потім обіймав посади інспектора поповнень в Ельбінгу (6 жовтня 1936 — 14 серпня 1938) і Бремені (22 серпня 1938 — 31 грудня 1939).

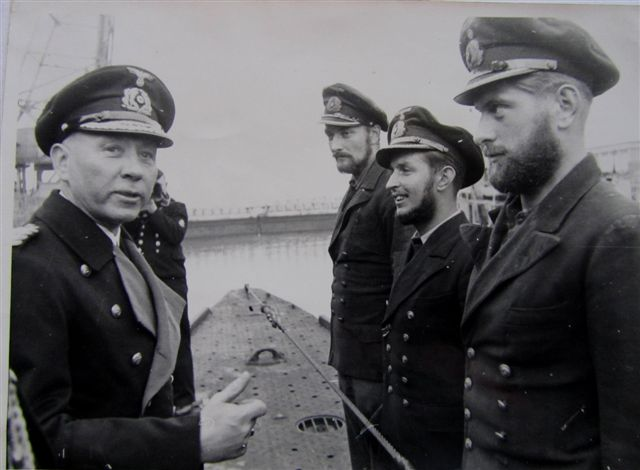
Віце-адмірал Ліндау (ліворуч) з офіцерами підводного човна U-129 (Лор'ян, 1941).

31 грудня 1939 року вийшов у відставку, проте наступного дня повернувся на службу і 26 травня 1940 року призначений командувачем ВМС в Північній Франції, 20 лютого 1941 року зайняв аналогічну посаду в Західній Франції. 8 серпня 1942 року переведений в розпорядження головнокомандувача ВМС, а 31 серпня звільнений у відставку.

## Нагороди
- Рятувальна медаль (10 березня 1908)
- Орден Білого Сокола, лицарський хрест 2-го класу (13 червня 1912)
- Орден Корони (Пруссія) 4-го класу (19 вересня 1912)
- Залізний хрест 2-го і 1-го класу
- Срібна медаль «Ліакат» з шаблями (Османська імперія)
- Військова медаль (Османська імперія)
- Королівський орден дому Гогенцоллернів, лицарський хрест з мечами (3 травня 1918)
- Морський нагрудний знак «За поранення» в чорному
- Сілезький Орел 2-го і 1-го ступеня з мечами
- Балтійський хрест
- Почесний хрест ветерана війни з мечами
- Медаль «За вислугу років у Вермахті» 4-го, 3-го, 2-го і 1-го класу (25 років; 2 жовтня 1936) — отримав 4 нагороди одночасно.
- Застібка до Залізного хреста 2-го і 1-го класу